# Christian d'Oriola
Christian d'Oriola, est un escrimeur français, né le 3 octobre 1928 à Perpignan et mort le 29 octobre 2007 à Nîmes. 
Il est inhumé au cimetière de Cabestany (Pyrénées-Orientales).

## Biographie

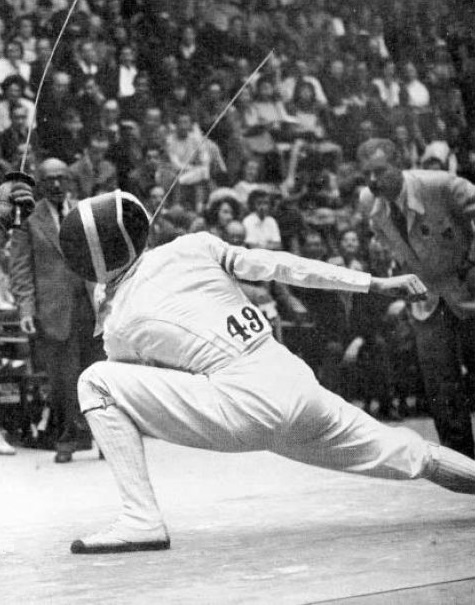
Christian d'Oriola aux Jeux olympiques de 1948.

Surnommé d'Artagnan par les Anglais dès 1948, ce fleurettiste est issu d'une famille de bourgeois honorés de Perpignan et de tradition vigneronne. Dès l'âge de neuf ans, son père l'entraîne dans la salle d'escrime, au sous-sol de la demeure familiale, ce qui lui permet de disputer ses premières compétitions officielles à 13 ans, et de défier les meilleurs séniors régionaux à 15 ans. À dix-huit ans, il est vice-champion de France, battu en finale par Jehan Buhan. Quand il annonce fièrement au téléphone sa performance à son père, ce dernier lui réplique : « Tu n'es que second! ». « Ça a été une bonne leçon. À partir de ce jour-là, seule la première place a compté à mon esprit. » admet Christian bien plus tard. Il fut formé aux plastrons des maîtres Bourret et Helmer.
Entré en équipe de France à 18 ans en 1946, il participe à son premier championnat du monde en 1947 au Portugal, et enlève déjà son premier titre mondial au fleuret. Un an plus tard, il dispute à vingt ans la finale olympique du fleuret par équipes à Londres face à l'Italie. C'est son premier sacre olympique. En individuel, il s'incline en finale face à Jehan Buhan.
Furieux d'avoir laissé le titre olympique en 1948, il prépare sa revanche en devenant champion du monde en 1949 malgré une urémie. La maladie l'écarte des podiums les deux années suivantes, mais il revient en condition à l'occasion des championnats du monde 1951, où il enlève deux nouveaux titres mondiaux, individuel et par équipes. Il est clairement supérieur à ses adversaires lors des Jeux olympiques de 1952 à Helsinki. Le 27 juillet l'équipe de France confirme son titre olympique après une finale qui dure près de cinq heures ; Le 28 juillet, Christian d'Oriola devient champion olympique en individuel. Il obtient le Grand Prix de la Presse Sportive 1952.
D'Oriola et l'équipe de France poursuivent leurs moissons à l'occasion des championnats du monde 1953. Il est un farouche opposant à l'introduction du fleuret électrique en escrime à partir de 1954 et s'incline en finale des championnats du monde 1955 face à un jeune Hongrois de 20 ans, József Gyuricza. Il modifie alors sa technique pour l'adapter aux nouvelles contraintes matérielles. Aux Jeux olympiques de 1956 à Melbourne, l'équipe de France s'incline en finale face à l'Italie, mais Christian d'Oriola remporte le tournoi individuel. Il est lauréat du Prix Guy Wildenstein de l'Académie des sports la même année.
Avec l'autre fleurettiste Lucien Gaudin, le nageur Léon Marchand, le judoka Teddy Riner ainsi que le biathlète Martin Fourcade, il est le seul Français à avoir remporté 4 médailles d'or aux Jeux olympiques.

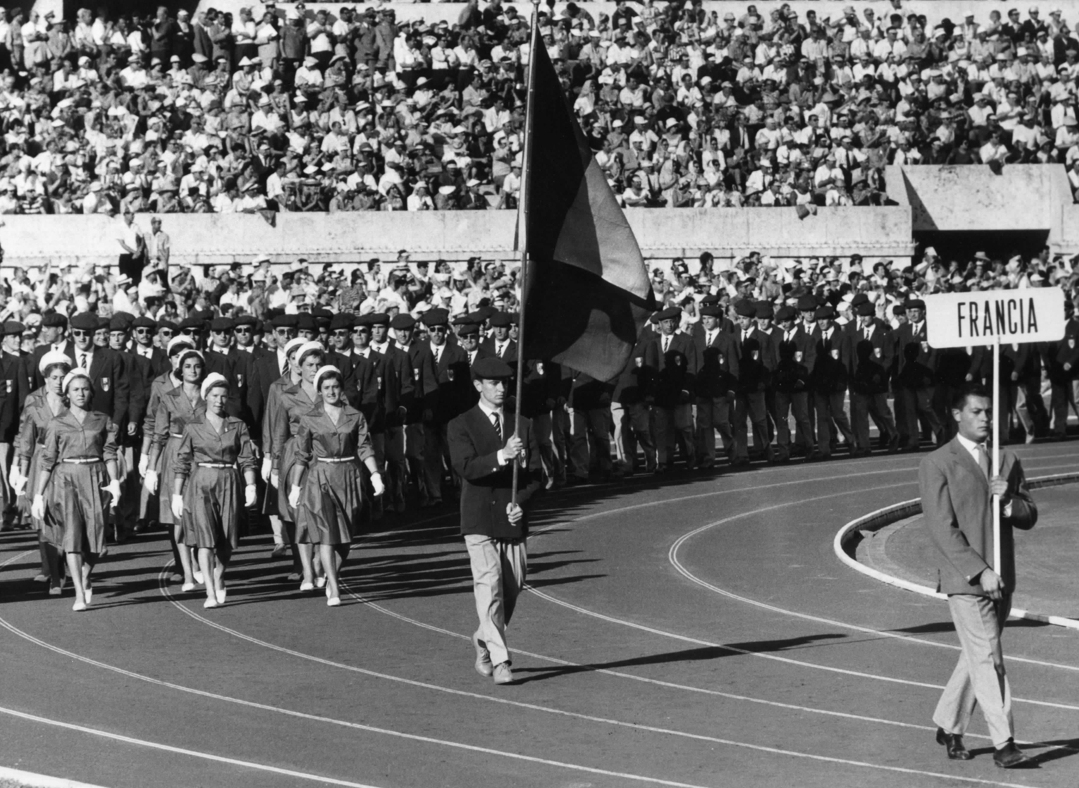
D'Oriola porte drapeau de la délégation française, aux Jeux olympiques de 1960.

En 1960, il est le porte-drapeau de la délégation française aux Jeux olympiques et termine 7e du tournoi de fleuret, à 32 ans. Depuis quatorze ans, d'Oriola n'avait connu que deux places : la première, ou la seconde.
Il remporte encore le titre de champion de France d'épée par équipe avec la salle Réant de Montpellier en 1970; il fait alors des compétitions officielles depuis 1941 (à 13 ans). Il devient ensuite arbitre international durant dix ans de 1970 à 1980, puis est nommé vice-président de la fédération française, ce jusqu'en 1984.
Après son immense carrière sportive, il s'établit à Nîmes, et devient inspecteur d'assurances pour les départements limitrophes. Il obtint la Légion d'honneur en 1971, et en 2001 la FIE lui décerne le titre d'Escrimeur du XXe siècle.
En 1971, il épouse la fleurettiste Catherine Delbarre. Il est le cousin par alliance du champion olympique, équitation – saut d'obstacles, Pierre Jonquères d'Oriola. Il fut également membre de l'Académie des sports.

## Palmarès

### Jeux olympiques
| Discipline         | Londres 1948 Royaume-Uni | Helsinki 1952 Finlande | Melbourne 1956 Australie | Rome 1960 Italie |
| ------------------ | ------------------------ | ---------------------- | ------------------------ | ---------------- |
| Fleuret individuel | Argent                   | Or                     | Or                       | 7e               |
| Fleuret par équipe | Or                       | Or                     | Argent                   |                  |

### Championnats du monde
| Discipline         | Lisbonne 1947 Portugal | Le Caire 1949 Égypte | Stockholm 1951 Suède | Bruxelles 1953 Belgique | Luxembourg 1954 Luxembourg | Rome 1955 Italie | Paris 1957 France | Philadelphie 1958 États-Unis |
| ------------------ | ---------------------- | -------------------- | -------------------- | ----------------------- | -------------------------- | ---------------- | ----------------- | ---------------------------- |
| Fleuret individuel | Or                     | Or                   |                      | Or                      | Or                         | Argent           |                   |                              |
| Fleuret par équipe | Or                     | Argent               | Or                   | Or                      | Argent                     |                  | Argent            | Or                           |

- Jeux Méditerranéens
  -  Médaille d'or au fleuret individuel 1951
  -  Médaille d'or au fleuret individuel 1955
  -  Médaille d'or au fleuret par équipe 1955
  -  Médaille d'argent au fleuret par équipe 1951
- Championnats de France d'escrime
  -  Médaille d'or au fleuret individuel 1948, 1953 et 1957[3]
  -  Médaille d'or à l'épée par équipe en 1952, avec le Racing Club de France
  -  Médaille d'or au sabre par équipe en 1970, avec la salle Réant de Montpellier
- Challenge Mabilleau
  - Vainqueur en 1945 (à 17 ans)

### Distinctions personnelles
- Décoré de la Légion d'honneur en 1971[3], il reçoit de nouveau cet honneur en 1995 lors de la « promotion pascale »[4];
- Prix Marie-Christine Ubald-Bocquet de l'Académie des sports en 1956, pour une carrière sportive "constituant un exemple";
- La promotion 2009-2012 du Lycée François-Arago à Perpignan a été nommée en son honneur, Il fut élève de cette institution scolaire durant sa jeunesse catalane.